# 弥窴
弥窴（?—?），东晋十六国时车师前部王。
前秦苻坚建元十八年（382年）九月，车师前部王弥窴、鄯善王休密驮来到前秦朝见，拜谒前秦天王苻坚，请求作为向导，以讨伐西域不臣服前秦的部族，顺势效法汉朝，设置都护来统领管辖。苻坚赏赐他们每人一套朝服，在西堂接见他们。任命骁骑将军吕光为使持节、都督西域征讨诸军事。建元十九年（383年）正月，吕光兵发长安，苻坚加鄯善王休密驮使持节、散骑常侍、都督西域诸军事、宁西将军，东师前部王弥窴使持节、平西将军、西域都护，率其国兵为吕光先导。